# Hyacinthe Collin de Vermont

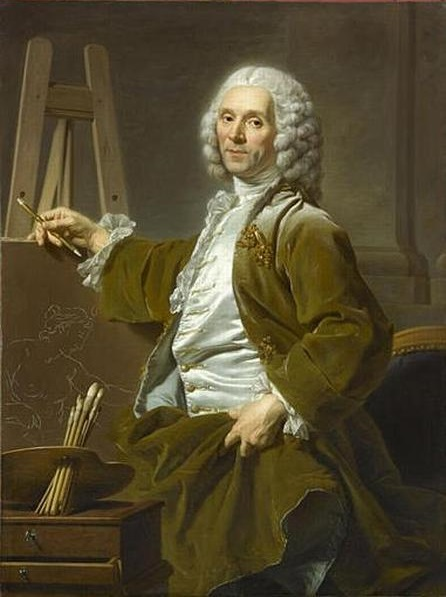
Retrato de Hyacinthe Collin de Vermont por Alexander Roslin, 1753, Palacio de Versalles.

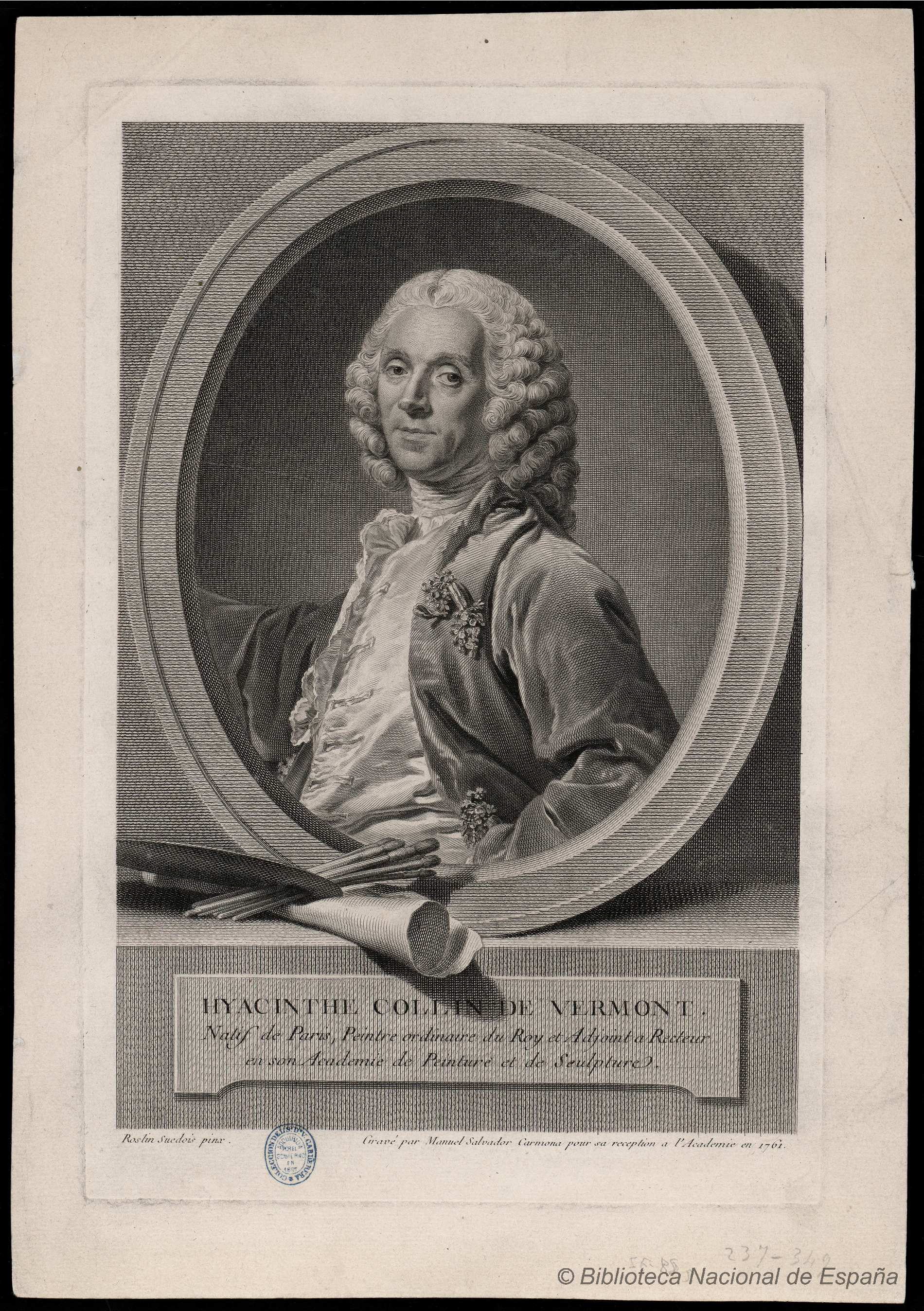
Grabado de Manuel Salvador Carmona para ser admitido en la Academie de peinture et de sculpture a partir del cuadro de Roslin, 1761.

Hyacinthe Collin de Vermont (Versalles, 1693-París, 1761) fue un pintor de historia francés, de estilo rococó.

## Biografía
Hijo de Nicolas Collin, ordinario de la música del rey, y de Jeanne Collet, y hermano del compositor François Collin de Blamont, estudió pintura con Jean Jouvenet y con Hyacinthe Rigaud, su padrino de bautismo, de quien escribió en 1744 una nota necrológica publicada en el Mercure de France con el título Essay sur la vie et les ouvrages de Monsieur Rigaud par Monsieur Colin de Vermont, peintre ordinaire du Roy et professeur en son Académie Royale de Peinture. De 1716 a 1720 estudió en la Acadèmie de France en Roma y en 1725, establecido en París, fue recibido en la Académie royale de peinture et de sculpture, de la que fue nombrado profesor en 1740 y adjunto al rector de 1754 a su muerte.
Murió en París el 16 de febrero de 1761. Entre los bienes que dejaba se encontraban algunos de los dibujos y pinturas que a su muerte le había legado Rigaud, un par de cuadros atribuidos a Anton van Dyck y sus propias pinturas y bocetos para composiciones mayores, entre ellos el de la Presentación de la Virgen en el templo pintado para la capilla de la Virgen de la iglesia de San Luis de Versalles.

## Obra
En su producción se encuentra algún cuadro de altar, como la Presentación de la Virgen en el templo, firmada y fechada en 1755, destinada a la iglesia de San Luis de Versalles (modelo en el musée Lambinet, Versalles), la Presentación de Jesús en el Templo de la iglesia primacial de Saint-Jean de Lyon o la Anunciación de la colegial de Saint-Just, también de Lyon, pero serán los motivos de la historia antigua y los temas mitológicos, abordados con imaginación aunque también con frialdad y siempre escasos de color, los que más se repitan en su obra. Entre ellos destacan los treinta y dos bocetos de la historia de Ciro para los que se sirvió ante todo de la  Ciropedia de Jenofonte, completando su información con textos de Heródoto, Justino y Josefo. Únicamente trece de esos bocetos se han podido localizar, dispersos en museos y colecciones: siete en el musée Lambinet de Versalles, dos en el musée Magnin de Dijon, uno en el museo de bellas artes de Estrasburgo, otro en el de Tours y dos en colección privada de París. Una parte de ellos fueron expuestos ya en el Salón de 1737 y la serie completa en 1751, permaneciendo en poder del artista hasta su muerte.